# NGC 7566
NGC 7566 é uma galáxia espiral (Sa) localizada na direcção da constelação de Pisces. Possui uma declinação de -02° 19' 49" e uma ascensão recta de 23 horas, 16 minutos e 37,4 segundos.
A galáxia NGC 7566 foi descoberta em 20 de Setembro de 1784 por William Herschel.